# تيم باريت (لاعب كرة قاعدة)
تيم باريت (بالإنجليزية: Tim Barrett)‏ هو لاعب كرة قاعدة أمريكي، ولد في 24 يناير 1961 في Otwell, Indiana ‏ في الولايات المتحدة.

## وصلات خارجية
- تيم باريت على موقع دوري كرة القاعدة الرئيسي (الإنجليزية)
- تيم باريت على موقعبيزبول رفرنس.كوم (الدوري الرئيسي) (الإنجليزية)
- تيم باريت على موقعبيزبول رفرنس.كوم (الدوري الثانوي) (الإنجليزية)
- تيم باريت على موقع إي إس بي إن.كوم (أم.أل.بي) (الإنجليزية)
- تيم باريت على موقع مشجعي الرسوم البيانية (الإنجليزية)